# Rhodania hypogea
Rhodania hypogea är en insektsart som först beskrevs av Leonardi 1908.  Rhodania hypogea ingår i släktet Rhodania och familjen ullsköldlöss.
Artens utbredningsområde är Italien. Inga underarter finns listade i Catalogue of Life.